# MusicRadar
MusicRadar es un sitio web especializado en música que ofrece información sobre artistas y agrupaciones, con entrevistas, noticias y reseñas, además de presentar clases de música en línea. Es propiedad de la compañía de medios británica Future plc, la cual posee otras publicaciones especializadas como Total Guitar, Guitarist, Rhythm y Computer Music. El sitio fue inaugurado en diciembre de 2007.
Desde el año 2010 incorporó a los especialistas Joe Bosso y Terry Staunton.